# 650

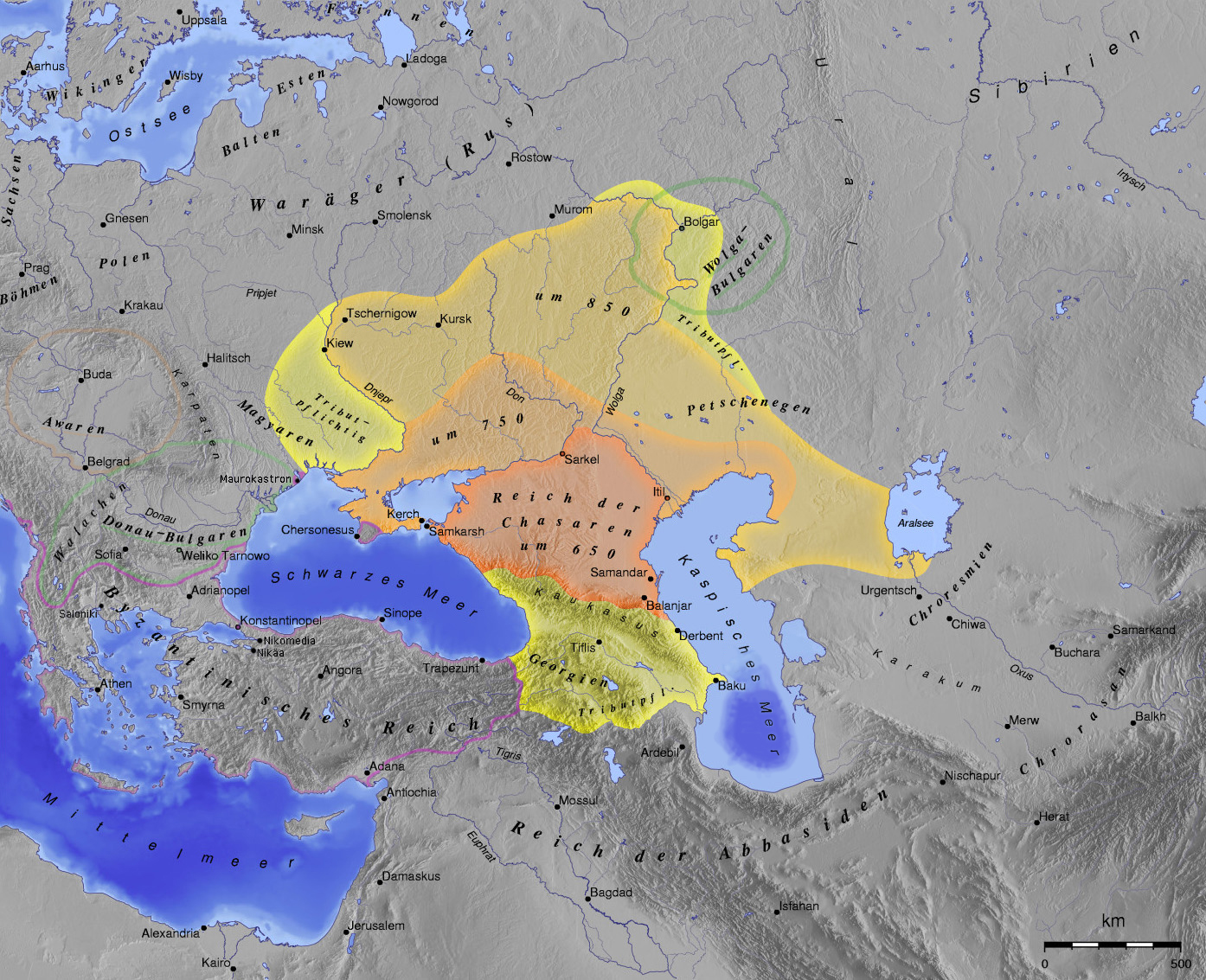
Het Rijk van de Chazaren (650-850)

Het jaar 650 is het 50e jaar in de 7e eeuw volgens de christelijke jaartelling.

## Gebeurtenissen

### Brittannië
- Koning Penda van Mercia valt East Anglia binnen en verwoest het klooster van Burgh Castle (Norfolk). Hij verdrijft koning Anna van East Anglia die zijn toevlucht zoekt in Magonsæte, een deelkoninkrijk van Mercia. (waarschijnlijke datum)

### Europa
- De Chazaren breiden hun steppegebied verder uit tussen de rivieren de Wolga en de Dnjepr tot aan de Kaspische Zee in de Kaukasus. De stamleiders accepteren het jodendom vanwege de handel met de Joden. (waarschijnlijke datum)
- De Vikingen beheersen samen met de Gotlanders het hele Oostzeegebied, inclusief Finland, Koerland en Oost-Pruisen. (waarschijnlijke datum)

### Azië
- In China wordt tijdens de Tang-dynastie voor het eerst papiergeld gebruikt. Handelaren en kooplieden maken gebruik van ontvangstbevestigingen om bij transacties de zware koperen munten te vermijden. (waarschijnlijke datum)
- Mansong Mangtsen (650-676) volgt zijn grootvader Songtsen Gampo op als koning van Tibet. Vanwege zijn jonge leeftijd komt hij onder de voogdij van de leden van de Gar-clan.

## Geboren
- Egbert I, koning van Kent (waarschijnlijke datum) (overleden (673)
- Paus Sergius I, Italiaanse paus (overleden (701)

## Overleden
- Edburga van Lyming, Angelsaksisch prinses (waarschijnlijke datum)
- Songtsen Gampo (45), koning van Tibet
- Thonmi Sambhota, ontwerper van het Tibetaans schrift